# Keila Ochoa Harris
Keila Ochoa Harris es una escritora y novelista mexicana cuyos libros abordan múltiples aspectos de la cultura y la historia mexicana, desde un punto de vista de la fe cristiana. Sus libros se han llegado a difundir en México, Latinoamérica y España.
Su obra Donají, situada en el estado de Oaxaca, hace una crítica a la discriminación cultural usando símbolos bíblicos y una narrativa contemporánea.

## Obra
- Peregrina, una historia en Real del Monte (2014)[4]
- Nunca sabré (2012)
- 250 AD. Una historia de ayer que podría suceder hoy (2011)
- Suspiros para mamá (2011) (Coescrito con la escritora peruana Patricia Adrianzén de Vergara).
- Abrazadas (2011)
- Apreciadas (2011)
- Admiradas (2011)
- El Bargueño: Separados por más de trescientos años; unidos por un bargueño... (2010)
- Donají (2009)
- Zoo-rpréndete. Y aprende de los animales (2008)
- La Fortaleza (2008)[5]
- Palomas (2007). Thomas Nelson Inc.
- Retratos de la familia de Jesús (2004)
- Los guerreros de la luz (2004)